# Blanzac (Haute-Vienne)
Blanzac – miejscowość i gmina we Francji, w regionie Nowa Akwitania, w departamencie Haute-Vienne.
Według danych na rok 1990 gminę zamieszkiwały 452 osoby, a gęstość zaludnienia wynosiła 19 osób/km² (wśród 747 gmin Limousin Blanzac plasuje się na 271. miejscu pod względem liczby ludności, natomiast pod względem powierzchni na miejscu 270.).

## Populacja

Populacja Blanzac w latach 1962–2008